# Malthodes koestlini
Malthodes koestlini es una especie de coleóptero de la familia Cantharidae.

## Distribución geográfica
Habita en Creta.